# Fabiola Villalobos
Fabiola Villalobos Morales (* 13. März 1998) ist eine costa-ricanische Fußballspielerin.

## Karriere

### Vereine
Derzeit steht sie bei LD Alajuelense unter Vertrag.

### Nationalmannschaft
Mit der costa-ricanische U17 nahm sie an der Weltmeisterschaft 2014 teil und kam hier bei allen drei Spielen der Mannschaft zum Einsatz. Nur ein paar Monate später war sie mit der U20 dann auch bei deren Weltmeisterschaft dabei und kam ebenfalls in allen drei Spielen zum Einsatz. Mit dieser war sie später auch noch bei der CONCACAF Meisterschaft 2018.
Ihr erster bekannter Einsatz für die A-Nationalmannschaft war dann am 16. August 2015 eine 0:8-Freundschaftsspielniederlage gegen die USA, wo sie in der 71. Minute für Daniela Cruz eingewechselt wurde. Ihr erstes wirkliches Turnier waren dann die Zentralamerika- und Karibikspiele 2018 und später im Jahr dann der Gold Cup 2018.
Nach einer längeren Pause folgten im Jahr 2021 dann noch weitere Freundschaftsspiele und im Folgejahr die Teilnahme an der CONCACAF W Championship 2022.
Am 8. Juli 2023 wurde sie für den Kader der Weltmeisterschaft 2023 nominiert.